# 徐昂發
徐昂發（?—?），字大临，号畏垒山人，江蘇昆山人。
康熙三十九年（1700年）庚辰進士，榜姓管。官翰林院编修。提督江西学政。雍正初年，因事遣戍新疆。乾隆二年（1737年）歸返，卒年不詳。徐昂發好酒，长于考证，工於詩，是江左十五子之一。著有《乙未亭诗集》六卷，《畏垒山人诗集》四卷。